# Independência Rio Branco
Independência Futebol Clube – brazylijski klub piłkarski z siedzibą w mieście Rio Branco, stolicy stanu Acre.

## Osiągnięcia
- Mistrz stanu Acre (Campeonato Acreano) (10): 1954, 1957, 1958, 1959, 1963, 1970, 1972, 1974, 1993, 1998

## Historia
Klub Independência założony został 2 sierpnia 1946 roku i gra obecnie w pierwszej lidze stanu Acre (Campeonato Acreano).